# Zelandoptila moselyi
Zelandoptila moselyi là một loài Trichoptera trong họ Psychomyiidae. Chúng phân bố ở miền Australasia.